# Uwe Lal
Uwe Lal (* 1955 in Oldenburg/Niedersachsen) ist ein deutscher Gemeindepädagoge sowie Komponist, Texter und Sänger, der Werke für Erwachsene und Kinder schreibt.

## Werdegang
Uwe Lal besuchte die Grundschule in Tange, die Mittelpunktschule von Nordloh und das Gymnasium in Westerstede, wo er im Jahr 1975 das Abitur abgelegte. Anschließend leistete er Zivildienst beim Christlichen Verein junger Menschen (CVJM) und studierte dann an der privaten Fachschule für Sozialpädagogik und CVJM-Sekretärschule, wo er den Abschluss im Fach Gemeindepädagogik ablegte. Hierauf war er zwischen 1981 und 1988 CVJM-Jugendsekretär in Delmenhorst und dann Kirchenkreis-Jugendwart (Gemeindepädagoge) im Kirchenkreis Lüdenscheid der evangelischen Westfälischen Landeskirche. Seit 1993 tourt er als freischaffender Künstler durch Deutschland.

## Familie
Er lebt in Schalksmühle, ist verheiratet und hat zwei Kinder.

## Werk
Lal hat bisher über 250 Lieder verfasst, 3500 Konzerte gegeben und mehrere Tonträger eingespielt. Seine Mitmach-Singspiele behandeln bevorzugt Personen oder Gleichnisse aus der Bibel. Im Gesangbuch Feiern und Loben, das vom Bund Freier evangelischer Gemeinden in Deutschland und dem Bund Evangelisch-Freikirchlicher Gemeinden im Jahr 2003 herausgegeben wurde, steht das von Uwe Lal verfasste Gottesdienstlied Komm doch und sieh dir an, zu dem er auch die Melodie verfasst hat.